# Blaarkop
Pour les articles homonymes, voir Groningue.
La blaarkop est une race bovine néerlandaise. Son nom signifie tête blanche en néerlandais. Elle s'appelle aussi groningen, en référence à son origine géographique ou groningen white-headed en anglais.

## Origine

### Géographique
Elle est originaire de la province de Groningue dont elle tire un de ses noms. Cette région humide et au relief peu prononcé est essentiellement agricole. Elle s'est ensuite développée au centre des Pays-Bas, dans les provinces d'Utrecht et Gueldre.

### Historique
Elle appartient au rameau des races bovines du littoral de la mer du Nord. Des bovins lui ressemblant sont cités depuis le Moyen Âge dans le nord du pays autour des provinces de Frise et de Groningue. Des peintures médiévales montre des animaux portant cette robe.
La race a été reconnue en 1900 et le registre généalogique racial ouvert en 1907. Race importante au cours du XXe siècle, elle représentait 5 % de la population bovine dans les années 50. Elle a vu ses effectifs fondre à partir des années 1970 sous la domination croissante de la holstein. De 21 000 animaux en 1977, la population est descendue à 850 en 1999, avant de remonter autour de 2 500 dans les années 2010. Les éleveurs bénéficient de semence de taureau pour l'insémination artificielle et un programme de cryoconservation d'embryons a été initié. Sa rusticité est appréciée par les producteurs en agriculture biologique.

## Morphologie
Elle porte une robe unie, rouge ou noire, avec la tête et une ligne ventrale blanches. Les bas des pattes, les chaussettes, sont blancs. Le tour des yeux est coloré, en lunette. Il existe environ 20 % des individus chez qui la robe est noire. 
C'est une race de taille moyenne, 130 à 135 cm pour 550 kg chez la vache et 145 à 150 cm pour 850 kg chez le taureau.

## Aptitudes

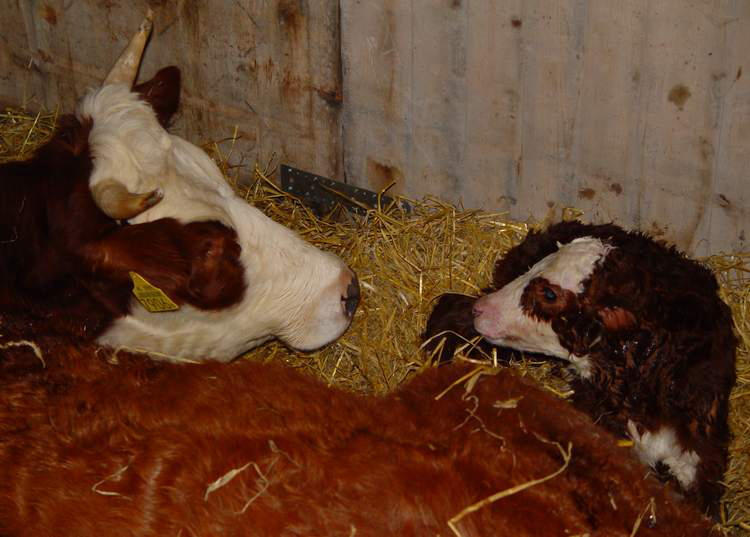
Vache groningue et son veau.

C'est une race mixte qui donne 6 200 kg par lactation d'un lait à 4,4 % de matières grasses et 3,6 % de protéines. 
Les vaches de réforme et les veaux sont mieux valorisés que ceux des holstein plus spécialisés.
Des croisements sont effectués avec les holstein et red holstein pour constituer des troupeaux de métis F1, productifs et rustiques.

## Sources